# Klenov
Klenov (in ungherese Kelembér) è un comune della Slovacchia facente parte del distretto di Prešov, nella regione omonima.